# Der Kroatien-Krimi: Die toten Frauen von Brac
Die toten Frauen von Brac ist ein deutscher Kriminalfilm von Michael Kreindl aus dem Jahr 2024. Es handelt sich um den sechzehnten Filmbeitrag zur ARD-Kriminalfilmreihe Der Kroatien-Krimi. Es ist der zehnte Einsatz für Jasmin Gerat als Kommissarin Stascha Novak an der Seite von Lenn Kudrjawizki als ihr Kollege Emil Perica, der in seinem sechzehnten Einsatz ermittelt. Die Erstausstrahlung erfolgte am 15. Februar 2024 im Rahmen des Donnerstags-Krimis zur Hauptsendezeit auf Das Erste.

## Handlung
Kommissarin Stascha Novak und Kommissar Emil Perica müssen in ihrem zehnten gemeinsamen Fall den Mord an zwei geflüchteten Frauen aufklären. Darko Zelic, der „Sheriff“ von Brač, erklärt den Ermittlern, dass die unbekannten Frauenleichen bereits vor Tagen gefunden wurden. Zelics Sohn Mile gesteht die Motoryacht absichtlich in den Kiesstrand von Split gelenkt zu haben, damit die Mordkommission tätig wird und sich der beiden Toten annimmt. Er und seine Freundin Danka sind Menschenrechtsaktivisten und der Meinung, dass die Polizei kein ernstes Interesse an einer Aufklärung hat. Auf einem Weingut stoßen Novak und ihr Kollege Perica schließlich auf eine Gruppe von illegal geflüchteten Frauen. Ins Visier der Ermittlungen gerät ein Skipper, der in den Menschenhandel verwickelt scheint.

## Produktionsnotizen
Die Dreharbeiten für Die toten Frauen von Brac erstreckten sich zeitgleich mit der vorhergehenden Episode Scheidung auf Kroatisch vom 24. März 2023 bis zum 26. Mai 2023 und fanden in der Hafenstadt Split, auf der Insel Brač und weiteren Schauplätzen in Kroatien statt.
Sarah Bauerett, die seit der dritten Episode Mord auf Vis als Brigita Stević die Rolle der Gerichtsmedizinerin und späteren Lebensgefährtin von Kommissarin Stascha Novak spielte, steigt in dieser Folge aus der Reihe aus.